# 愛ここにありて
『愛ここにありて』（あいここにありて、Here on Earth）は、2000年のアメリカ映画。

## ストーリー
高校卒業したケリーは、父から贈られたベンツで仲間と郊外へくり出し、立ち寄った町のダイナーでサマンサと出会う。ケリーはサマンサの気を引こうといろいろ話しかける。サマンサの幼なじみの青年ジャスパーはケリーに嫉妬を覚え苛立ちからケリーとカーチェイスのあげくダイナーに突っ込み全焼させてしまう。二人は店の再建を手伝うことを命じられる。そして、ケリーとサマンサは次第に惹かれ合うようになるが、ある日サマンサは医師から末期ガンの宣告を受けてしまう……。

## 登場人物
| 役名                       | 俳優                   | 説明                                 |
| -------------------------- | ---------------------- | ------------------------------------ |
| ケルビン・"ケリー"・モーズ | クリス・クライン       | 富裕層の少年。高校を卒業したばかり。 |
| サマンサ・カバノー         | リーリー・ソビエスキー | ダイナーで働く少女                   |
| ジャスパー・アーノルド     | ジョシュ・ハートネット | サマンサの幼馴染                     |

## 作品の評価

### 興行収入
予算が$15,000,000に対し、興行収入は$10,494,147 だった。

### 評論家のレビュー
評論家からは酷評を受け、Rotten Tomatoesでは、支持率は17％で、imdbでは評価は5.1だった。

## DVDリリース・派生作品
DVDは未発売だが配信サービスなどで視聴可能。※字幕のみ
- VHS 「愛ここにありて」 2001/10/05発売※字幕のみ
- CD「愛ここにありて オリジナル・サウンドトラック」 2000/4/12発売